# Château de Saint-Dié-des-Vosges
Le château de Saint-Dié-des-Vosges est un édifice situé à Saint-Dié-des-Vosges, dans les Vosges en région Grand Est.

## Situation
Il occupe l'emplacement où furent construits la médiathèque Victor-Hugo et le musée Pierre-Noël.

## Histoire
Les siècles de la campagne de construction sont le XIIe siècle et XIIIe siècle.
La poterne du château est inscrite au titre des monuments historiques par arrêté du 17 avril 1931.